# Pare jezik
Pare jezik (akium-pare, pa; ISO 639-3: ppt), jedan od dva papuanska jezika skupine awin-pare, transnovogvinejska porodica, kojim govori oko 2 000 ljudi (1990 UBS) u provinciji Western, Papua Nova Gvineja.
Zajedno s jezikom aekyom čini podskupinu Awin-Pare.

## Vanjske poveznice
- Ethnologue (14th)
- Ethnologue (15th)